# Meca astralis
Meca astralis är en fjärilsart som beskrevs av Karsch 1900. Meca astralis ingår i släktet Meca och familjen mott. Inga underarter finns listade i Catalogue of Life.